# Geogenanthus poeppigii
Geogenanthus poeppigii là một loài thực vật có hoa trong họ Commelinaceae. Loài này được (Miq.) Faden mô tả khoa học đầu tiên năm 1981.